# 남동서로
남동서로(Namdongseo-ro)는 인천광역시 남동구 고잔동에서 남촌동까지 이어주는 인천광역시도로, 총 연장은 4.012 km이다. 또한 도로명이 유래된 것은 남동대로의 서쪽에 위치한 도로임을 반영하여 제명되었다.

## 역사
- 2009년 11월 16일 : 도로명으로 남동서로를 고시

## 주요 경유지
- 남동구
  - 고잔동 - 논현2동 - 남촌동

## 접촉하는 도로
- 비류대로
- 함박뫼로
- 은봉로
- 은청로
- 청능대로
- 앵고개로
- 능허대로
- 아암대로

## 주요 건물 및 시설
- 대기이에스티 (남동서로 9/고잔동 706-5)
- 한국정공 (남동서로 21/고잔동 706-2)
- 남향푸드또띠아 (남동서로 24/고잔동 707)
- 삼천리기계 (남동서로 32/고잔동 697-8)
- 시앤디전자 (남동서로 38/고잔동 697-11)
- 조양기계공업 (남동서로 57/고잔동 688-8)
- 태양지대 (남동서로 61/고잔동 688-7)
- 태승정공 (남동서로 64/고잔동 689-12)
- 삼우테크 (남동서로 70/고잔동 689-8)
- 엑사이앤씨 (남동서로 79/고잔동 688-3)
- 코나드 (남동서로 92/고잔동 690-10)
- 멀티텍 (남동서로 96/고잔동 690)
- 대신스틸 (남동서로 102/고잔동 678)
- 대흥유압 (남동서로 108/고잔동 678-15)
- 금강철강 (남동서로 112/고잔동 678-16)
- 양지 (남동서로 118/고잔동 677-13)
- JH산업 (남동서로 127/고잔동 679-4)
- 고려신소재 (남동서로 135/고잔동 679-2)
- 보성테크놀로지 (남동서로 154/고잔동 675)
- 상미에어텍 (남동서로 179/고잔동 626-5)
- 한국볼타 (남동서로 186/고잔동 628)
- 위지트 (남동서로 187/고잔동 626-4)
- 이츠웰 (남동서로 193/고잔동 626-3)
- 형제전기 (남동서로 194/고잔동 629-8)
- 인천공단소방서 (남동서로 208/고잔동 633)
- 한국산업인력공단 인천지역본부 (남동서로 209/고잔동 625-1)
- 공단공구상가 (남동서로 226/논현동 450)
- 셀리턴 신사옥 (남동서로 237/논현동 451-3)
- 한경화학공장 (남동서로 244/논현동 446-9)
- 티엠시 (남동서로 245/논현동 451-15)
- 원일시스템 (남동서로 248/논현동 446-10)
- TS이엔씨 (남동서로 251/논현동 451-12)
- 스카이소프트젤 (남동서로 261/논현동 428-4)
- 에이스싸이버텍 (남동서로 267/논현동 428-18)
- 부영일렉트로닉스 (남동서로 268/논현동 429)
- 에스에이치일렉트로닉 (남동서로 272/논현동 430-9)
- 비전모터 (남동서로 311/남촌동 620-11)
- 예진화장품 (남동서로 312/남촌동 621)
- 프린테크케이알 (남동서로 315/남촌동 620-4)
- 하나금속 (남동서로 321/남촌동 620-3)
- 중앙화학 (남동서로 322/남촌동 622-12)
- 다이넥스 (남동서로 329/남촌동 629-14)
- 덕성 (남동서로 348/남촌동 616-9)
- 대동 (남동서로 359/남촌동 619-3)
- 성진섬유산업 (남동서로 379/남촌동 618-1)
- 삼성공업 (남동서로 391/남촌동 618-9)

## 사진

### 도로 및 시설물

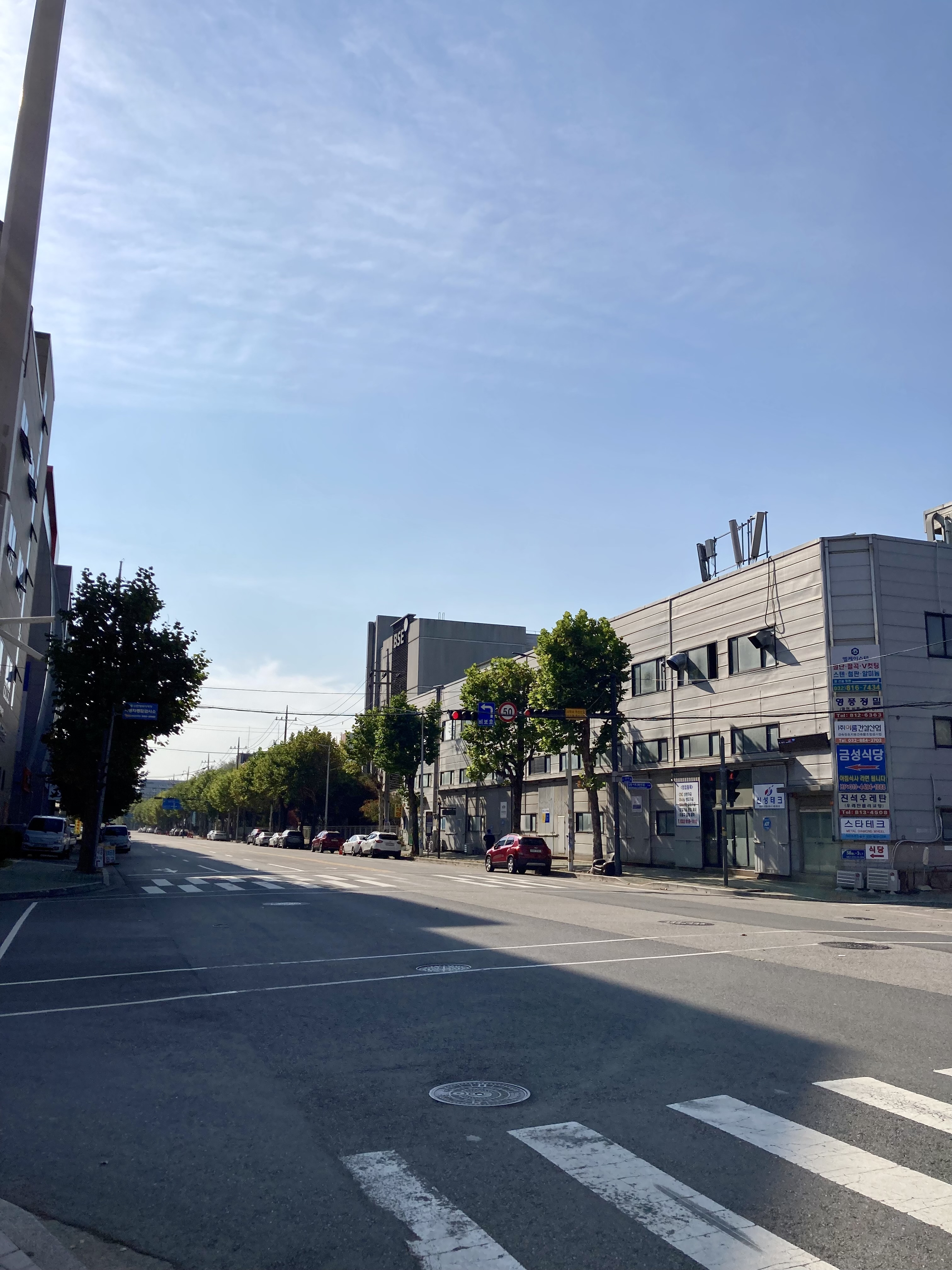
은청로 교차지점
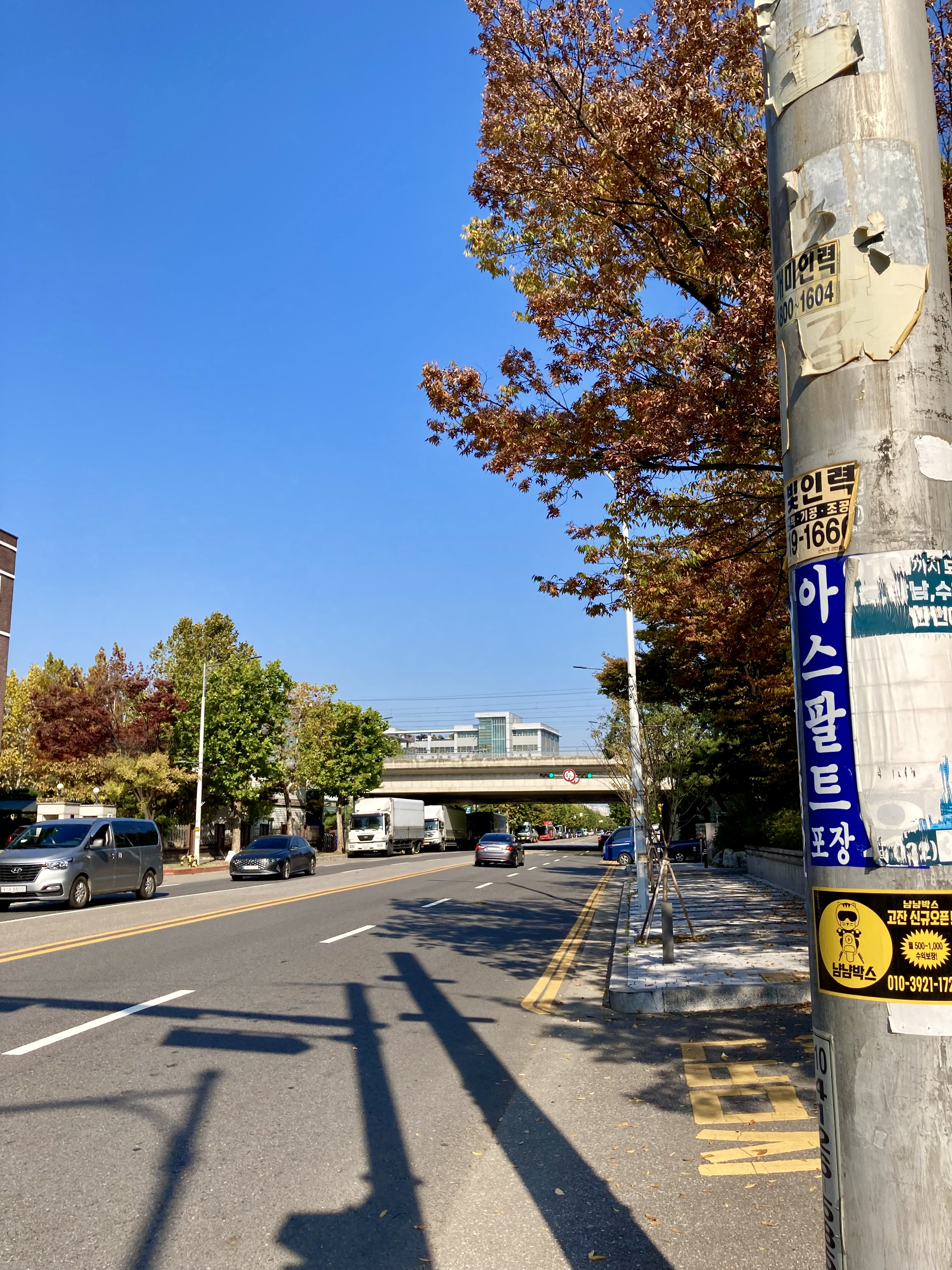
은청로 교차지점
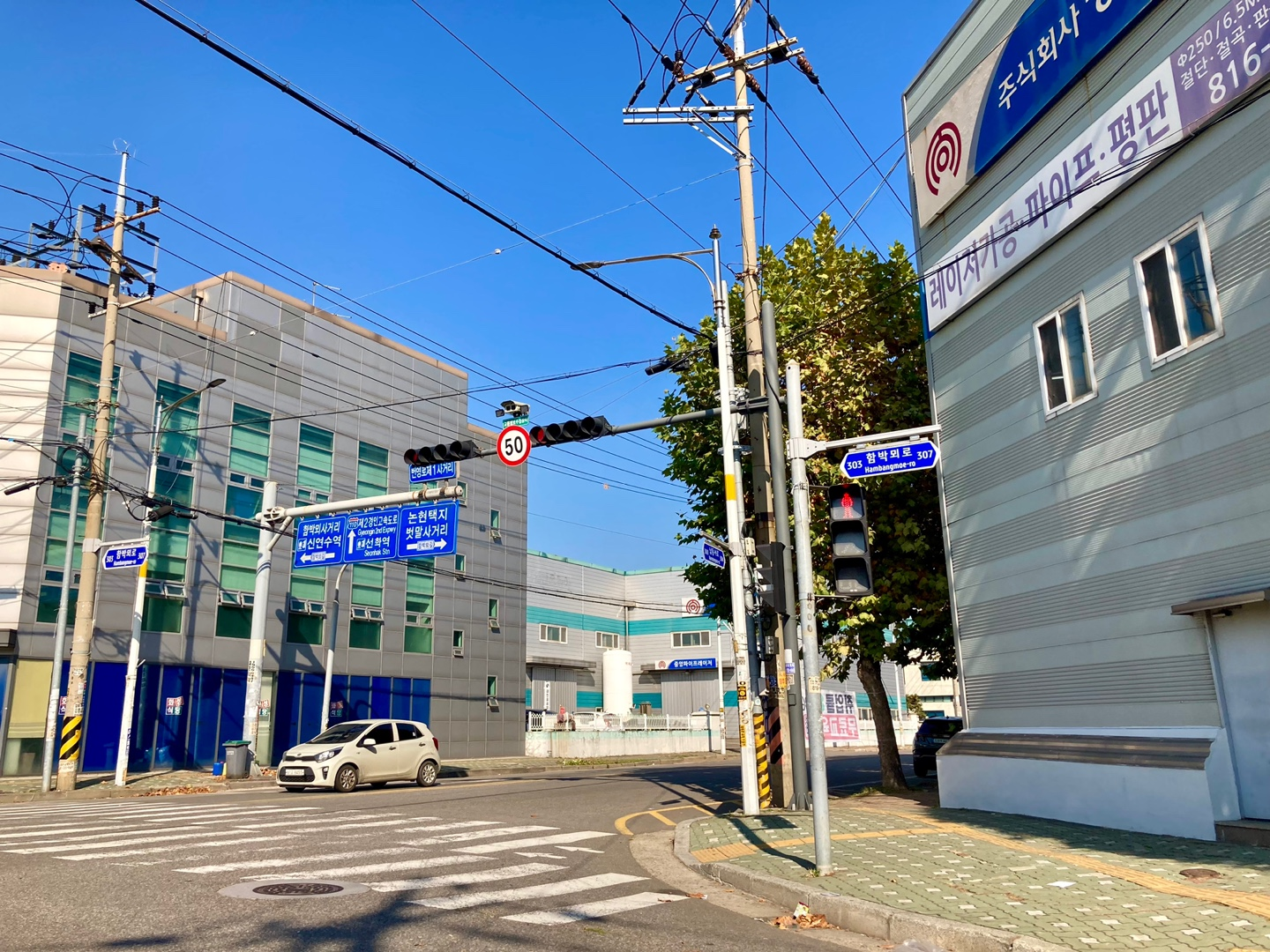
함박뫼로 교차(번영로제1사거리)
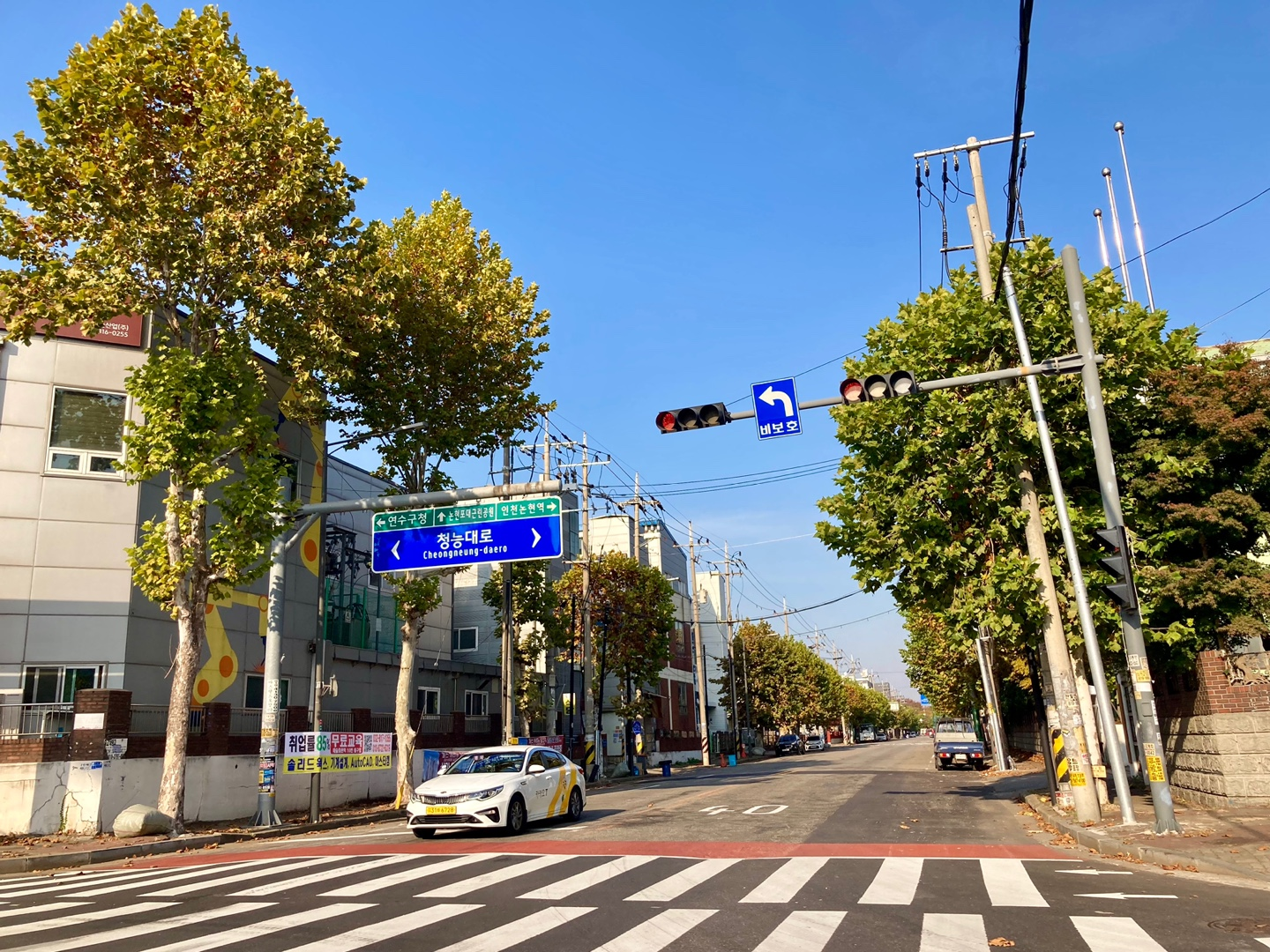
청능대로 교차(번영로제2사거리)

### 주요건물

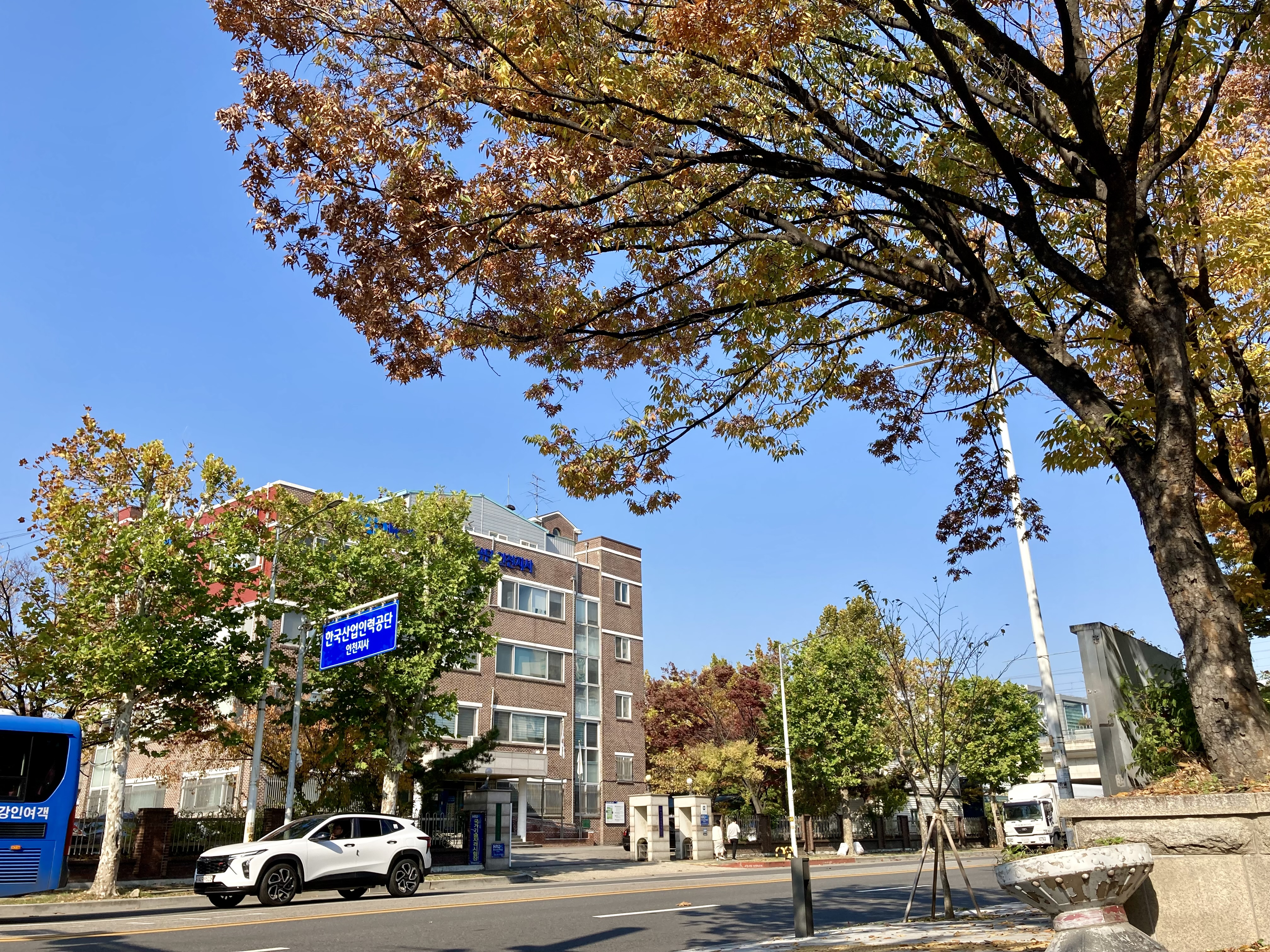
한국산업인력공단(인천지사)
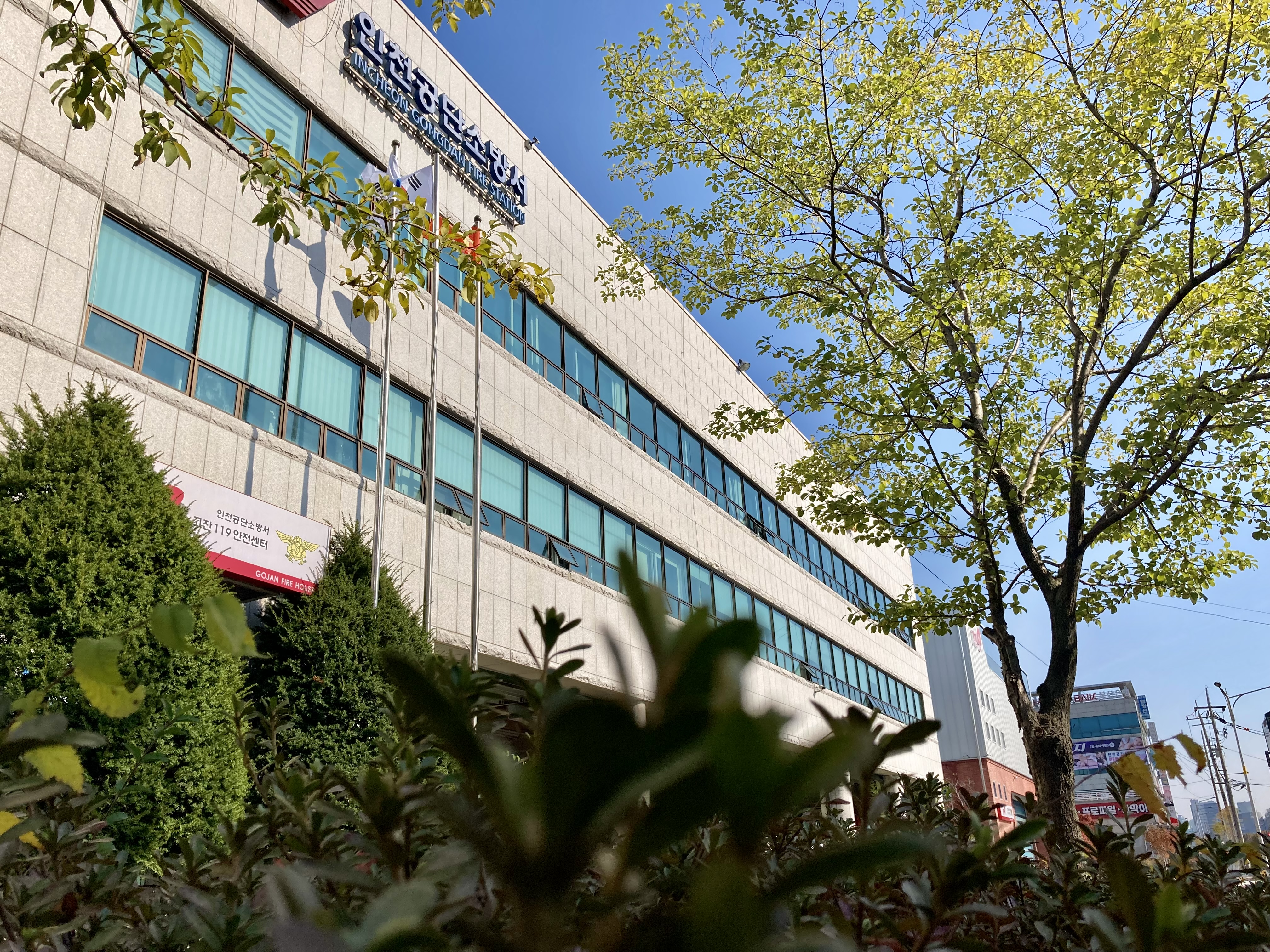
인천공단소방서
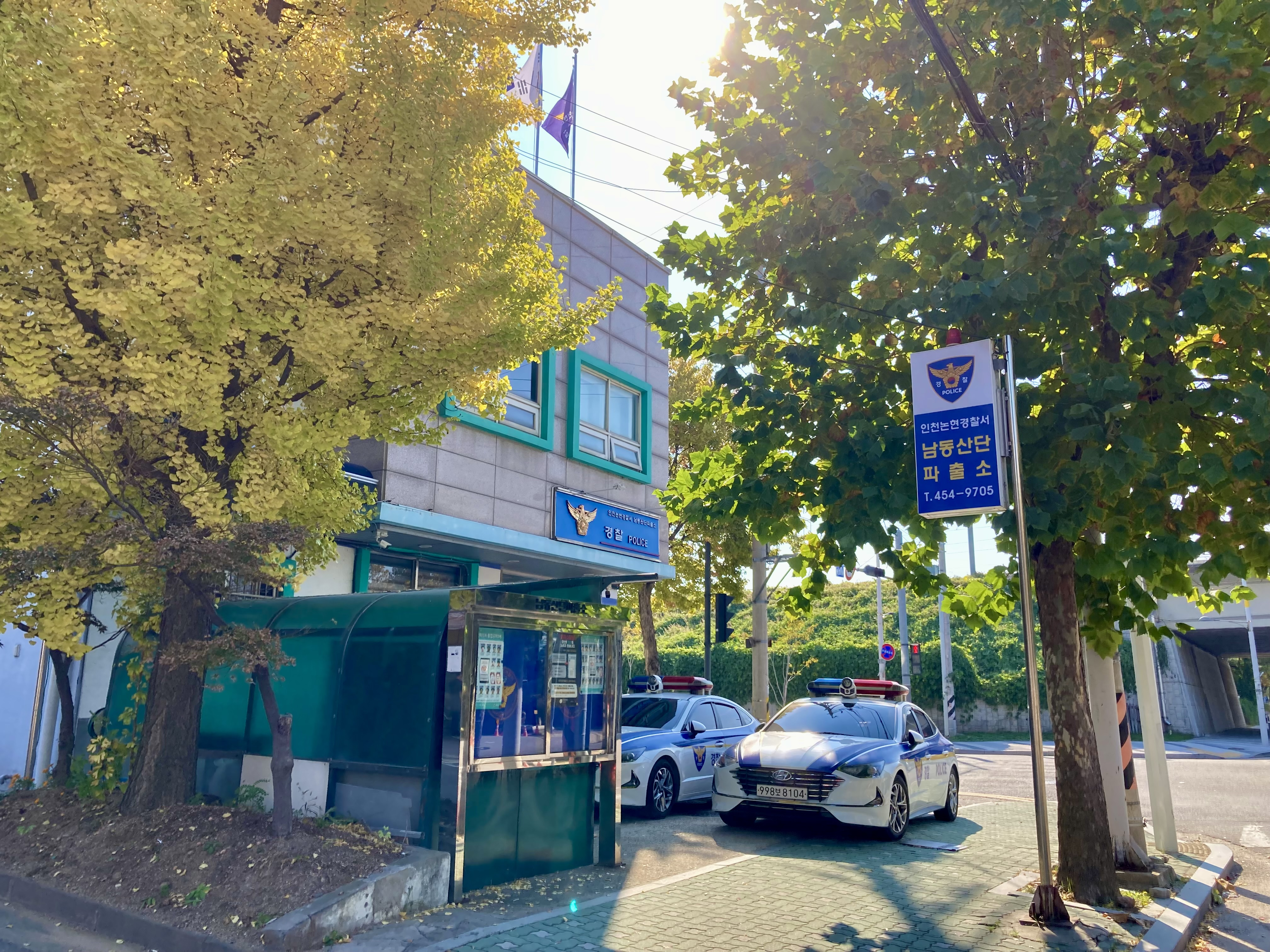
남동산단파출소

## 같이 보기
- 남동대로
- 남동동로
- 청능대로